# Головлино (Московская область)
Головлино — деревня в Ступинском районе Московской области в составе Городского поселения Ступино.

## География
Головлино расположено на юге района, на правом берегу реки Киреевка, высота центра деревни над уровнем моря — 120 м. Ближайшие населённые пункты: Кошелевка — примерно в 0,8 км на юго-запад и Тутыхино в 1,5 км на северо-восток.

## История
Впервые в исторических документах селение упоминается в 1578 году, как Головино.
До 2006 года входила в Лужниковский сельский округ).

## Население
| 2002 | 2006 | 2010 |
| ---- | ---- | ---- |
| 15   | ↘12  | ↘5   |

56 дворов, 17 зарегистрированных

## Инфраструктура
На 2016 год в Головлино 1 улица — Киреевская и 2 садовых товарищества.

## Транспорт
Деревня связана автобусным сообщением со Ступино.